# Маколей, Кэтрин
Кэтрин Маколей (англ. Catharine Macaulay, 2 апреля 1731, Уай, Кент — 22 июня 1791, Бинфилд, Беркшир) — английская писательница, историк и философ. Первая женщина-историк в Англии.

## Биография

### Ранние годы
Маколей родилась 2 апреля 1731 года в семье землевладельца. Она получила домашнее образование. В первом томе «Истории Англии» она пишет, что с ранних лет начала много читать, особенно древние римские и греческие произведения, в которых «свобода проявляется в самой своей возвышенной форме». Однако в беседе со своим другом, Бенджамином Рашем, она упоминала, что увлеклась чтением только когда ей исполнилось 20 лет.
О её ранних годах известно немного. В 1757 году, знаток римской и греческой литературы Элизабет Картер описывала её как «разумную и приятную женщину, которую скорее можно назвать глубоко образованной, чем прекрасной. Спартанские законы, римскую политику, философию Эпикура и остроумие Шарлья де Сент-Эвремона она сложила в необычайнейшую систему». Когда они встретились, Кэтрин было 26 лет.
20 июня 1760 года Кэтрин вышла замуж за шотландского врача. Они прожили вместе 6 лет, пока муж Кэтрин не умер. От первого брака у неё осталась дочь.

### «История Англии»
C 1763 по 1783 Маколей написала 8 томов The History of England from the Accession of James I to that of the Brunswick Line. По задумке она должна была написать историю до 1714 года, однако, закончив последние три тома она поняла, что не успеет завершить свой труд, поэтому сменила название на The History of England from the Accession of James I to the Revolution, таким образом закончив на 8-м томе.
Маколей была практически неизвестна до публикации первого тома своей «Истории Англии». Сразу после выхода в свет книги, она стала «Знаменитой миссис Маколей». Она стала первой женщиной-историком в Англии и единственной женщиной-историком своего времени.
«История» Маколей представляет собой политическую историю Англии 17 века. Первый и второй том охватывают 1603—1641 года, третий и четвёртый посвящены 1642—1647 годам, в пятом томе описан промежуток между 1648 и 1660 годами, шестой и седьмой тома охватывают 1660—1683, и последний том посвящен 1683—1689 годам. Именно эти временные промежутки Кэтрин выбрала потому, как она сама пишет в первом томе, что хотела «отнестись справедливо… к памяти о наших прославленных предках». Она говорила, что её современники забыли, что за привилегии, которыми они теперь пользуются, люди сражались и жертвовали своими жизнями. В «Истории» Маколей показана борьба англичан за возвращение их прав во времени Нормандского ига.
Кэтрин хотела также написать «Историю Англии от революции до настоящего времени», но успела закончить только первый том (покрывающий 1688—1733 годы).

### «Письма об образовании»
В «Письмах об образовании», которые были впервые опубликованы в 1790 году, Кэтрин писала о том, что очевидная слабость женщин происходит из-за неправильного воспитания. Эту мысль два года спустя повторит Мэри Уолстонкрафт в своей книге В защиту прав женщин.
В «Письмах» Маколей высказала свой взгляд на образование и воспитание. Будучи женщиной, много писавшей об истории и политике, Кэтрин в «Письмах» бросила вызов общественной предвзятости о том, что для женщины является возможны и уместным достижением.

### Поездка в США
Кэтрин имела связи со многими лидерами американских революционеров. Она жила в США с 15 июля 1784 года по 17 июля 1785 года. Кэтрин общалась с Джеймсом Отисом и Мерси Уоррен. После Мерси напишет, что Маколей выглядит как человек «чьи знания практически неисчерпаемы» и что она «Леди с самыми экстраординарными талантами, гениальная руководительница и блестящая мыслительница». Согласно биографии Месри, Кэтрин оказала на неё больше влияние, чем какая-либо другая женщина её времени.
После визита Джеймса и Мерси Кэтрин посетила Нью-Йорк, где встретилась с Ричардом Ли, который после назовет её «превосходной леди».

### Последующие годы и смерть
Маколей вышла замуж во второй раз в 1778 году за Вильяма Грэма, ей на тот момент было 47, а ему 21. Этот брак шокировал общественность и подорвал репутацию Кэтрин. От неё отвернулись многие друзья, её слава погасла.
После поездки в США Маколей решила написать историю американской революции, и уже собрала много материалов, но её остановило слабое здоровье.
Кэтрин умерла 22 июня 1791 года.
Проф.-историограф К. Б. Виноградов называл её "леди Фукидид 18 в." "Не столько феминистка, сколько патриотка", - согласно Джону Пококу.